# Хонис-Цкали
Хонис-Цкали (в верховье Харокис-Цкали) (груз. ხონისწყალი) — река в Грузии, протекает в Душетском муниципалитете края Мцхета-Мтианети. Правый приток реки Андаки. Длина реки составляет 11 км. Площадь водосборного бассейна — 51,5 км².
Река Хонис-Цкали берёт начало у перевала Ацунта. Течёт на северо-запад по горному ущелью. Устье реки находится южнее села Муцо в 9,6 км по правому берегу реки Андаки.